# Gommecourt (Yvelines)
Gommecourt település Franciaországban, Yvelines megyében. Lakosainak száma 621 fő (2022. január 1.). Gommecourt Gasny, Sainte-Geneviève-lès-Gasny, Bennecourt, Freneuse, Limetz-Villez és La Roche-Guyon községekkel határos.

## Népesség
A település népességének változása:
| Lakosok száma | 683  | 678  | 681  | 674  | 673  | 674  | 656  | 639  | 621  |
|               | 2013 | 2015 | 2016 | 2017 | 2018 | 2019 | 2020 | 2021 | 2022 |